# Йонас Якобссон
Йонас Якобссон (англ. Jonas Jacobsson; народився 22 червня 1965) — шведський стрілець, який виграв кілька золотих медалей на Паралімпійських іграх . Він брав участь у десяти літніх Паралімпійських іграх поспіль з 1980 по 2016 рік, вигравши загалом сімнадцять золотих, чотири срібні та дев'ять бронзових медалей. У 1996 році він виграв дві золоті медалі у стрільбі з пневматичної гвинтівки з 3-х положень на дистанції 40 метрів (3×40) та англійських стрілецьких змаганнях, а також бронзу у стрільбі з пневматичної гвинтівки лежачи на Паралімпійських іграх в Атланті. На літніх Паралімпійських іграх 2000 року у Сіднеї він завоював дві золоті медалі у стрільбі з вільної гвинтівки 3x40 і вільної гвинтівки лежачи, а також дві бронзи у стрільбі з пневматичної гвинтівки стоячи та пневматичної гвинтівки лежачи. Чотири роки потому, на Іграх в Атенах, він брав участь у тих же чотирьох змаганнях і виграв золоту медаль у всіх.
10 вересня 2008 року Якобссон виграв свою 16-ту золоту медаль на Паралімпійських іграх, зробивши його найкращим учасником Паралімпійських ігор серед чоловіків. Пізніше того ж року він став першим спортсменом з обмеженими фізичними можливостями, який отримав золоту медаль газети «Свенска даґбладет», найвизначнішу спортивну нагороду Швеції.